# Самай, Солуна
Солуна Самай (дат. Soluna Samay; урожд. Солуна Самай Кеттель (дат. Soluna Samay Kettel); род. 27 августа 1990 в Гватемале) — датская певица, представительница Дании на конкурсе песни Евровидение 2012.
Родилась в 1990 году в Гватемале в семье немца и швейцарки. В 2000-х годах переехала в Данию. Говорит на нескольких языках; имеет швейцарское гражданство. Музыкальная карьера Солуны началась с выпуска дебютного альбома Sing Out Loud, релиз которого состоялся в сентябре 2011 года.
21—22 января стала победительницей национального отбора с песней «Should’ve Known Better», и стала представительницей Дании на Евровидении 2012 в Баку. В первом полуфинале получила 9 место, заработав 63 очка. В финале конкурса Евровидение 2012. В финале заняла 23 место, получив только 21 балл.

## Дискография
- 2008 — Just Passing Through…
- 2009 — Streetwise
- 2011 — Sing Out Loud
- 2011 — Movin' On
- 2013 — Soluna Samay
- 2023 — Lakehoney

синглы:
- 2003 — I Wish I Was a Seagull
- 2011 — Two Seconds Ago
- 2012 — Should've Known Better
- 2012 — Come Again (The Quetzal)[3]
- 2012 — Humble
- 2012 — L.O.V.E (If Women Ruled the World)[4]
- 2019 — One More Reason to Hate Me